# Johor
Johor (výslovnost [džohor]) je malajsijský stát, konstituční sultanát, ležící v jižní části Malajského poloostrova. Hlavní město Johoru je Johor Bahru. Z jižní strany je Johor oddělen Johorským průlivem od Singapuru. Johor patří k nejrozvinutějším malajsijským státům.